# Humble (Dinamarca)
Humble es una localidad situada en el municipio de Langeland, en la región de Dinamarca Meridional (Dinamarca), con una población estimada a principios de 2018 de unos 631 habitantes.
Se encuentra ubicada en la isla de Langeland, entre el Gran Belt y la bahía de Kiel.